# Ministère de la Sécurité de l'État (Chine)
Pour les articles homonymes, voir MSS.
Le ministère de la Sécurité de l'État (Guoanbu, en chinois simplifié : 国家安全部, en pinyin : Guójiā Ānquánbù), appelé aussi MSS (Chinese Ministry of State Security) est l'agence de sécurité et probablement les services secrets de la république populaire de Chine. Son adresse est le 14, rue Dongchang'an (rue Chang'an est) à côté du ministère de la Sécurité publique de la république populaire de Chine (Gonganbu) à Pékin.
Le ministère est placé sous la responsabilité directe du Conseil des affaires de l'État de la république populaire de Chine.

## Ministère de la Sécurité d'État
Le ministère actuel a été fondé le 6 juin 1983 et inauguré le 1er juillet de la même année lors de la fusion du Diaochabu avec les services de contre-espionnage du ministère de la Sécurité publique (Gonganbu), et officialisé lors de la 1re session de la VIe Assemblée nationale populaire. Il est chargé du contre-espionnage, y compris militaire, du renseignement extérieur, des gardes-frontières, de la lutte contre les opposants politiques.
Le Diaochabu (Département central d'investigation) était le service de renseignement extérieur de la RPC. Ce service fut créé en 1928 sous le nom de Shihuibu (Département central des affaires sociales) afin de renseigner les dirigeants du Parti communiste chinois. Ce service, une fois les communistes arrivés au pouvoir, s'est tourné vers le renseignement à l'étranger. Il s'est montré très actif passant de l'agitprop durant la guerre froide à l'espionnage scientifique et économique de nos jours.
Ses agents ont fait parfois la une de l'actualité tel Larry Wu-Tai Chin, un Sino-Américain travaillant au Foreign Broadcast Information Service, un service de renseignement de sources ouvertes de la CIA qui fournit de 1952 à 1985 des informations au Diaochabu et se suicida lors de son procès le 22 février 1986.

### Activités de répression
Selon Li Fengzhi, ancien employé du ministère de la Sécurité de l'État, ayant fait défection aux États-Unis, le ministère espionnerait des dissidents ( Operation Fox Hunt (en) ), des groupes religieux et les couches défavorisées mécontentes. Le parti dépenserait, selon lui, des sommes importantes pour réprimer des citoyens ordinaires.

### Effectifs et organisation
En 2005, un rapport français indique que ce ministère compterait 7 000 fonctionnaires officiels auxquels s'ajoutent 50 000 agents illégaux, les chen diyu (poissons d'eau profonde) dont seulement 150 sont identifiés. Dans le domaine du renseignement économique, les États-Unis sont la cible principale et on compterait dans ce pays 1 500 diplomates opérant dans 70 bureaux. Les représentants américains s’inquiètent d'ailleurs ouvertement dans le rapport Cox de l'espionnage chinois dans leur pays.
Le ministère est divisé en une douzaine de bureaux dont quatre s’occupent entre autres de la guerre économique. Le 1er bureau (bureau national) recrute en Chine toutes les personnes se rendant à l'étranger pour études ou affaires ; le 2e bureau (bureau étranger) est chargé des opérations à l'étranger : collecte, réception, analyse de l'information ; recrutement d'agents à l'étranger, et il s'occupe aussi du contre-espionnage ; Le 10e bureau s'occupe plus spécifiquement des collectes d'informations scientifiques et technologiques et le 17e bureau gère la récolte du renseignement économique, à noter que d'autres spécialistes n'attribuent pas les mêmes numéros aux bureaux selon leur spécialité.
La formation des agents est assurée notamment sur un vaste campus récemment construit sur la base de Qingquan (« les sources froides »), dans les collines boisées à l'ouest de Pékin, au voisinage du quartier général du centre militaire d'écoutes. Les locaux de formation occupent 80 000 m² et comptent plusieurs amphithéâtres. Le complexe comprend également un lac artificiel, des villas à plusieurs étages et un restaurant hallal pour les agents ouïghours.

### Liste des ministres de la Sécurité de l'État
- Ling Yun, Ling Wen, (凌云) : 1983 à 1985
- Jia Chunwang : 1985 à 1998
- Xu Yongyue : 1998- 2007
- Geng Huichang : septembre 2007 - 7 novembre 2016
- Chen Wenqing : 7 novembre 2016[7] - 30 octobre 2022
- Chen Yixin : depuis le 30 octobre 2022

## Les services de renseignement chinois
Il y a plusieurs services, voici une liste non exhaustive :
- Département des liaisons internationales (DLI) : le DLI est chargé des relations avec les organisations politiques en dehors du territoire chinois. Dans les années 1950 et 1960 il s'est surtout efforcé d'exporter la Révolution chinoise dans le monde. Aujourd'hui, ce service, qui dépend du Comité central du Parti communiste chinois, fait surtout du renseignement politique, grâce à ses correspondants en poste dans les ambassades.

- Département du travail du Front uni, chargé des relations avec les « organisations de masse » (syndicats, culture) en dehors du territoire de la république populaire de Chine. Il procède à la collecte du renseignement de la même manière que le DLI.

- Qingbao (aussi appelé Qingbaobu) : le 2e département de l'État-Major général de l'Armée populaire de libération (APL2 ou Er Bu), chargé du renseignement militaire. Supervise les attachés de défense à l'étranger, le renseignement tactique et le renseignement d'origine imagerie.

- 3e département de l'État-Major général de l'APL (APL3 ou San Bu) : chargé de l'interception des communications.

- 4e département de l'État-Major général de l'APL (APL4 ou Si Bu) : chargé de la guerre électronique, y compris l'ELINT (Electronic Intelligence, interceptions des signaux électromagnétiques autres que des communications).

- Chi Pao Ko : service de contre-espionnage de l'APL.

En décembre 2015, dans le cadre d'une réforme militaire qui transforme l'État-Major général en État-Major interarmées, une Force de soutien stratégique de l'APL est créée, assumant la responsabilité des missions spatiales, cyber et de guerre électronique. Les éléments des APL3 et APL4 touchant à ces domaines sont regroupés dans cette Force de soutien stratégique pour former un système intégré de renseignement, d'attaque et de défense.
- Bureau d'information d'outre-mer du département de l'Information : créé en 1982, propagande et désinformation.

- Département de la Sécurité extérieure du ministère des Affaires étrangères : chargé, selon le site de ce ministère, de « mettre en application la politique de la Chine en matière de sécurité non conventionnelle ; conduire études et recherches sur des sujets donnés; assurer la coordination et le traitement des affaires extérieures ».

## Dans la culture populaire
Littérature
- 2012: Performance Anomalies, un agent du MSS, Zheng Lu Peng, est l'adversaire du héros Cono 7Q dans le roman d'espionnage[9],[10] by Victor Robert Lee[11], organisant la prise du Kazakhstan, dont la famille a été tourmentée durant la Révolution Culturelle[12].
- 2013: Battlefield 4 : Compte à rebours, roman mettant en scène l'agent Huang "Hannah" Shuyi du MSS dans son enquête sur le complot de l'Amiral Chang.
- 2015: Ice is Sleepy Water (Chinese: 冰是睡着的水), roman d'espionnage chinois de Liu Meng raconte la vie quotidienne de membres du MSS.
  - 2021: Pour Rien au Monde : Le vice-ministre du Renseignement exterieur, Kai Chang, se bat pour préserver la république populaire de Chine des réponses que provoque l'agressivité envers le monde occidental du ministre de la Sécurité, Fu Chuyu, et des généraux et vieux faucons du Parti Communiste Chinois.

Télévision
- 2014: The Last Ship, saison 3, des agents du MSS attaquent le USS Nathan James[13].
- 2015: Mr. Robot, un ministre du MSS est joué par BD Wong[14].

Cinéma
- 1997: Dans le James Bond Demain ne meurt jamais, Wai Lin, jouée par Michelle Yeoh, est un agent du MSS agent chargée d'empêcher une guerre entre le Royaume-Uni et la Chine[15].
- 2011: le roman Rouge Dragon de Gérard de Viliers traite de la question du MSS.

Jeux vidéo
- 2013: Battlefield 4: le jeu fait notamment intervenir l'agent Huang "Hannah" Shuyi du MSS qui rejoint l'unité du joueur pour mettre fin au conflit déclenché par l'Amiral Chang.